# ابراهیم قاسم‌پور
ابراهیم قاسم‌پور (زاده ۲۰ شهریور ۱۳۳۶ در آبادان) هافبک و لژیونر و بازیکن اسبق تیم ملی فوتبال ایران است.

## دوران فوتبال حرفه‌ای
ابراهیم قاسمپور، فرزند سوم و بزرگ‌ترین فرزند پسر خانواده قاسمپور است. فوتبال را از محدودهٔ سالهای ۵۰–۱۳۴۹ و از زمینهای خاکی حوالی محل زندگی اش آغاز کرد و سپس در دبیرستان، آن را پیگیری نمود. نام دبیرستانی که در آن تحصیل می‌کرد ابن سینا بود و نخستین مشوق اش دبیر ورزش " رسالت پناه " نام داشت که او را برای تیم منتخب دبیرستان ابن سینا برگزید و در سال دوم دوره دبیرستان، موفق به کسب عنوان سوم مسابقات آموزشگاه‌های آبادان شد.
سپس به جلسه تمرین تیم فوتبال باشگاه جاوید آبادان رفت که مربی آن، نامش علی رضایی بود … در آن سال به جهت آماده نبودن زمین و … , مسابقات باشگاهی در ردهٔ نوجوانان برگزار نشد تا قاسمپور به ناچار در ردهٔ جوانان بازی کند اما همین موضوع، سبب شد تا به تیم جوانان آبادان برای مسابقات جوانان خوزستان دعوت شود و در این تورنمنت بود که تیم آنها نایب قهرمان جوانان خوزستان شد.
سال بعد (۱۳۵۳) ابراهیم قاسمپور به باشگاه تاج آبادان پیوست تا از این پس فوتبال اش را در ردهٔ جوانان این باشگاه و تحت نظر اسفندیار دوستانی پیگیری کند ولی شرایط برای حضور او در تاج آبادان فراهم نشد … اما کسب مجدد عنوان نائب قهرمانی در مسابقات جوانان استان خوزستان (۱۳۵۴) , موجب شد تا بار دیگر به تیم منتخب جوانان خوزستان دعوت شود. تیمی که با مربیگری استاد " لفته سه برادران " در تدارک حضور شایسته در تورنمنت بین‌المللی جوانان "جام ولیعهد " بود.
حضور در این تورنمنت  برای ابراهیم قاسمپور و تیم خوزستان، بسیار بسیار موفقیت‌آمیز بود … آنها پس از انجام چند مسابقه دلپذیر، به فینال تورنمنت راه یافتند و در مسابقه پایانی نیز مقابل تیم جوانان کره جنوبی، موفق عمل کردند و با شایستگی جام قهرمانی را بالای سر بردند و این در شرایطی بود که تیم ملی جوانان ایران، در این رقابت‌ها حاضر بود اما ناباورانه از دور مسابقات حذف شد … بازیهای بیاد ماندنی و بسیار درخشان ابراهیم قاسمپور سبب شد تا به یکباره نظر مربی تیم ملی جوانان استاد " حشمت مهاجرانی " به سوی وی جلب شود؛ بنابراین به اردوی تیم ملی جوانان دعوت شد تا همراه آنها به کویت، میزبان هفدهمین دوره مسابقات جوانان آسیا، اعزام گردد و با جام قهرمانی به ایران بازگردد.

### فتح جام جوانان آسیا
هفدهمین دوره مسابقات جوانان آسیا در سال ۱۳۵۴ و به میزبانی کویت برگزار شد … کویت نخستین کشور عربی بود که میزبانی مسابقاتی چنین معتبر را در سطح قاره بر عهده گرفت و تیم ایران که مدافع عنوان قهرمانی بود با چهره‌هایی مستعد که اغلبشان سالهای بعد، به چهره‌های شاخص فوتبال ایران تبدیل شدند، به کویت اعزام شد. از جمله آنها می‌توان به نامهای ابراهیم قاسمپور - حسن نظری - حبیب شریفی - غلام پیروانی - هادی آهنگران … اشاره کرد که جملگی، اعضای همان تیم خاطره انگیز ایران در جام جوانان آسیا بودند.
نقطهٔ اوج این دوره مسابقات جام جوانان، برخورد تیم ایران و کشور میزبان در مرحلهٔ نیمه نهایی رقابتها بود. مسابقه ای که سرانجام با تساوی بدون گل پایان یافت اما در ضربات پنالتی، بچه‌های ایران با نتیجه ۳ بر ۱ بر میزبان پیروز شدند تا به فینال مسابقات که در آن سوی اش، تیم عراق قرار داشت صعود نمایند. در فینال نیز علیرغم تلاشهای دو تیم، طی هشتاد دقیقه وقت قانونی،  نتیجه ای حاصل نشد تا بر حسب مقررات آن روزها فوتبال آسیا، هر دو تیم ایران و عراق (بصورت مشترک) قهرمان مسابقات جوانان آسیا معرفی شوند.

### دومین دوره جام ایران
فوتبال ایران در تابستان سال ۱۳۵۴، دومین دوره تورنمنت بین‌المللی " جام ایران " را برگزار کرد و این بار نیز همچون دوره اول، فوتبال ما با دو تیم "الف و ب "در تورنمنت حاضر شد و باز همانند دوره اول، تیم " ب " از چهره‌های جوان و آینده دار تشکیل شد که شامل چهره‌های جوان و مستعد و آینده دار بود. بنابر این ابراهیم قاسمپور نیز به همراه دیگر چهره‌های جوان در ترکیب تیم ب قرارگرفت. در این مسابقات تیم ب ایران فراتر از انتظارات ظاهر شد و با شایستگی تمام به مسابقهٔ فینال راه یافت. در حالیکه تیم الف که اغلب بازیکنانش اعضای تیم اصلی ایران بودند، حذف شدند. تیم ب علیرغم تلاش چهره‌های جوان و مستعد اما، سرانجام با یک گل فینال سخت را به حریف اروپایی اش، گلاس اکسپورت (چکسلواکی سابق) واگذار کرد اما آنچه که آن روزها برای فوتبال ما حائز اهمیت می‌باشد درخشش تیم ب و چهره‌های جوان اش بود که تازه در آغاز راه قرار داشتند …

### دومین قهرمانی جوانان آسیا
اردیبهشت ۱۳۵۴ ابراهیم قاسمپوربار دیگر در اردوی تیم ملی جوانان حاضر است تا از عنوان قهرمانی ایران برای سومین بار دفاع کند اما اینبار کاپیتان تیم است و وظیفه ای دشوار آنهم در شرق دور (بانکوک) بر عهده اوست تیم ایران درخشان ظاهر می‌شود تا در پایان بهمراه کره شمالی (تیم خشن آن دوره) مشترکاً قهرمان آسیا شوند دیدار نهایی در زمین باتلاق گونه ای ورزشگاه تایلند برگزار می‌شد و تیم ایران در آن زمین گل آلود برابر بازی توأم با خشونت  کره ای‌ها تسلیم نشد تا ایران چهارمین قهرمانی را در تایلند جشن بگیرد این قهرمانی در هوای بسیار شرجی بانکوک یکی از بهترین خاطرات تیم جوانان ایران محسوب می‌شود.
ابراهیم قاسمپور :.
...... همین سال بود که بار دیگر به اردوی تیم ملی جوانان خوانده شدم در آنجا بازوبند کاپیتانی را بر بازوی خود دیدم وای این منتهای غروری بود که به من دست می‌داد چرا که وقتی بهمراه کاپیتان کره یی مشترکاً جام آسیا را بدست گرفتیم و با آن لباس گل آلود که حاصل تلاش ما در زمینی پر از آب و گل بود جلو فلاش عکاسها قرار گرفتیم از خوشحالی سر از پا نمی‌شناختیم.

### جام ملت‌های آسیا ۱۹۷۶
خرداد ماه ۱۳۵۵ ششمین دوره جام ملت‌های آسیا آغاز می‌شود و او که تنها ۱۹ سال دارد که به اردوی تیم ملی برای حضور در جام ملت‌های آسیا ۱۹۷۶ به میزبانی ایران در دو شهر تهران و تبریز برگزار می‌شود دعوت می‌گردد قاسمپور در این مسابقات ذخیره علیرضا عزیزی هافبک چپ تیم ملی ایران است اما در دیدار با عراق فیکس وارد میدان می‌شود تا اولین دیدار رسمی را در قالب تیم ملی برگزار کند از قضا بازی خوبی ارائه می‌دهد اما حشمت مهاجرانی در نیمه نهایی او را باز روی نیمکت می‌نشاند تا عزیزی به میدان رود و ایران به فینال مسابقات می‌رسد ولی این بار در دیدار فینال ابراهیم قاسمپور به صورت فیکس در ترکیب ایران برابر کویت قرار می‌گیرد و سپس ایران با گل زیبا علی پروین برابر کویت برای سومین بار متوالی قهرمان جام ملت‌های آسیا می‌شود و ابراهیم قاسمپور بازی خوبی از خود به نمایش می‌گذارد و تا پایان مسابقه بدون اینکه تعویض شود در ترکیب ایران بود. قهرمانی در این رقابت‌ها اولین موفقیت قاسمپور در چهار چوب  تیم ملی کشورمان ایران بود.

### المپیک مونترال
اگر حرکت فوتبال ایران را (دهه ۵۰ شمسی) بصورت یک منحنی سینوسی در نظر بگیریم مونترال در بالاترین نقطه قرار دارد ایران پس از قهرمانی در بازیهای مقدماتی بعنوان تیمی ناشناخته پای به مسابقات گذاشت تا با فوتبال درجه اول دنیا تقابل کند تجربه نه چندان خوش آیند المپیک مونیخ سطح انتظارات را در حد متعادل نگاه داشت فوتبال ایران در میدان مونترال همه آن چیزی را که از حضور در مونیخ آموخته بود ارائه داد از طرفی ابراهیم قاسمپور بعنوان جوان‌ترین عضو گروه (نوزده سالگی) شرایطی ایده‌آل داشت.
صحنه خاطره انگیز نفوذ او تا محوطه ۵/۵ متر دروازه لهستان (تیم سوم جهان) در دقایق اولیه دیدار هرگز فراموش شدنی نیست. اولین حرکت جدی تیم ایران را، او که کم تجربه‌ترین بود، پایه گذارد با یک نفوذ سریع بسوی دروازه تیم مدعی لهستان یورش برد اما یک شتابزدگی در محاسبه گام‌هایش موجب شد تا نتواند از حرکت زیبای خود نتیجه بگیرد و یان توماژوفسکی با تجربه با خروجی دقیق او را ناکام کند سپس به حالت افسوس، مشت گره کرده خود را در برابر چشمان حیرت‌زده ستارگان نامدار جهان همچون کاپیتان دینا - گورگون و زمودا بر زمین می‌کوبد و بسیار سریع و چالاک به عقب بازگشت انگار نه انگار برابر تیم سوم جهان، آنهم در المپیک بازی می‌کند اوج ظرفیتهای روحی و روانی یک جوان مستعد نوزده ساله آبادانی … هر چند این توپ به گل ننشست اما شوک بزرگی به تیم لهستان وارد کرد و سپس چند دقیقه بعد روی دستپاچگی دروازه‌بان و مدافعان لهستان ایران به گل رسید و این برتری را یک‌نیمه برابر قهرمان دوره قبل حفظ می‌کنند بسیاری از این دیدار بعنوان بهترین نمایش فوتبال ملی ایران یاد می‌کنند هر چند این دیدار در پایان با برتری ۳ بر ۲ لهستان پایان پذیرفت، اما تلاشهای ابراهیم قاسمپور و سایر ستاره‌های ایران هرگز از یادها نخواهد رفت …
گل دوم ایران نیز روی همکاری قاسمپور - خورشیدی و پروین و سپس پاس گل او (ابراهیم قاسمپور) که به حسن روشن به ثمر می‌رسد ابراهیم قاسمپور برابر تیم سوم جام جهانی قبل همه کار کرد جز گلزدن که فاصله چندانی با آن نیز نداشت دوندگی و و چابکی او برابر لهستان مربی سرشناس لهستانی را شگفت زده کرد بگونه ای که باور نمی‌کرد که او تنها یک جوان نوزده ساله آسیایی است.
کازیمیر گورسکی (سرمربی لهستان):
در تیم ایران قاسمپور، پروین و حجازی عالی بودند بویژه آن جوان کم سن و سال … او سپس در مورد پیش‌بینی نتیجه دیدار تیم ایران و شوروی پس از دیدن بازی درخشان تیم ایران می‌گوید نمی‌توانم بگویم کدام پیروز می‌شوند بواقع که هر دو شانس دارند …
ایران پس از صعود به دور دوم بازیهای المپیک در مرحله حذفی به دیدار روسیه می‌رود بازی درخشان ابراهیم قاسمپور برابر لهستان، حشمت مهاجرانی را متقاعد می‌کند که برابر شوروی نیز به میدان رود این دیدار را ایران در پایان ۲ بر ۱ واگذار نمود اما بازی درخشانی ارائه می‌دهد قاسمپور نیز سراسر دیدار پرتلاش ظاهر می‌شود تا ایران در المپیک بازنده ای سر بلند باشد کارشناسان پس از این دیدار معتقد بودند ایران یک بازی برابر با شوروی (تیم سوم مسابقات) برگزار کرده است شاید اهم از بد شانسی تیم خوب ایران بوده که دو دیدار از سه دیدارش را برابر تیمهای دوم و سوم مسابقات برگزار نمود.

### بهترین تصمیم زندگی (جدایی از آبادان)
پس از دیدارهای المپیک که تجربه ای بس ارزشمند بود، پس از وقفه ای دوماهه بازی‌های جام تخت جمشید پیگیری می‌شود در این مدت ابراهیم قاسمپور که هر روز بر محبوبیتش بین آبادانی‌ها افزوده می‌شد در ترکیب صنعت نفت حضور دارد اما به مرور بین او و مسئولان تیم فاصله می‌افتد… عدم توجه لازم به شرایط بازیکنان و ضعف در مدیریت این اختلافات را دو چندان می‌کند با این حال قاسمپور همچنان به عشق مردم آبادان پیراهن طلایی صنعت نفت را بر تن دارد تا آنکه جام چهارم به پایان می‌رسد اما اتفاق در فاصله بین دو نیم فصل می‌افتد همان اتفاقی که او را بر خلاف میل باطنی اش راضی به ترک آبادان و پیوستن به تیم فوتبال شهباز می‌کند…
" موقعی که با پیروزی از بانکوک برمی‌گشتم خوش‌حال بودم که به هر شکل دارم به آرزوی دیگرم که کسب درآمد از فوتبال باشد نیز می‌رسم. آخر احتیاج من به پول بیش از هر کس دیگر بود که فکرش را می‌کردید.
در فرودگاه آبادان استقبال عجیبی از من شد به حدی تحت تأثیر قرار گرفتم که از شادی اشک به چشمانم آمد با تمام این‌ها پدر و مادرم می‌گفتند باید بروم درس بخوانم و بسیار هم مُصر بودند. دوباره به محیط کسالت بار صنعت نفت برگشتم مجبور بودم یک سال دیگر با صنعت نفت بسازم تا مدت قرار دادم به پایان رسد، حالا دیگر خیلی از تیم‌ها مرتب به سراغم می‌آمدند تا مرا راضی کنند تا با آنها قرار داد ببندم.
کم و بیش این خبرها به گوش مردم آبادان هم می‌رسید و آنها را ناراحت می‌کرد که ممکن است روزی آن‌ها را ترک کنم بر سر دوراهی عجیبی گیر کرده بودم اما احتیاج بر همه چیز غلبه کرد. آخر چه کاری می‌توانستم بکنم تا احتیاج خود و خانواده ام را تأمین کنم؟! با وضعی که در آبادان حکم فرما بود و قبلاً گفتم مسئولان صنعت نفت به تنها چیزی که فکر نمی‌کردند، زندگی و احساس بچه‌ها بود. هیچ چاره‌ای نداشتم و باید از همه علاقمندی‌هایم چشم می‌پوشاندم اما می‌دانستم جدایی من موقتی خواهد بود و هرگز نمی‌توانم برای همیشه از آبادان دور بمانم اما ضرورت ایجاب می‌کرد برای مدتی به تهران بیایم.
مردم حق داشتند که مانع رفتن من از زادگاهم باشند، مرا جزو خود می‌دانستند و صحیح آن بود که جوابگوی این احساسِ پاک باشم، اما آبادانی‌ها از پشت پرده تیم صنعت نفت خبر نداشتند و نمی‌دانستند چه بر ما می‌گذرد. کوچک‌ترین محبت و کم‌ترین توجه ممکن بود مانع رفتنم شود، اما این را هم از ما دریغ کردند. شاید این مثال خوبی باشد یک روز به مقدار ناچیزی پول حدود ۶ هزار تومان احتیاج پیدا کردم (البته این که می‌گویم ناچیز در مقابل مال و مکنت شرکت نفت و تیم ما بود وگرنه این پول می‌توانست، خیلی از دردهای مرا درمان کند) به آنها مراجعه کردم و تقاضا کردم این پول را به صورت وام و اقساطی در اختیارم بگذارند، ولی آنها که از شکم گرسنه خبر ندارند مرا با بی رحمی از خود راندند. حتی گفتم حاضرم به صورت یک کارگر ساده به استخدام شرکت نفت در آیم تا با حقوقی که می‌گیرم چرخ زندگیمان را بگذرانم، اما آنقدر مرا سرگردان کردند و از بس که رفتم و آمدم کفش‌هایم پاره شد… "

### ابراهیم قاسمپور سومین چهره برگزیده سال ۱۳۵۶
بازیهای درخشان قاسمپور در تیم ملی و باشگاه شهباز سبب گزینش نام او در میان بهترین‌های سال فوتبال ایران شد. در نظرسنجی هفته‌نامه دنیای ورزش که در زمستان سال ۱۳۵۶ انجام شد، او با کسب امتیازات مناسب از کارشناسان، با یک اختلاف نسبتاً ناچیز با رتبهٔ دوم، در جایگاه سوم بهترین‌های ایران قرار گرفت.
در این نظرسنجی که بیش از پنجاه کارشناس، اعم از مربیان، ورزش نویسان و اهالی رسانه … در آن حضور داشتند، بالاتر از بسیاری از بزرگان از جمله صفر ایرانپاک - غفور جهانی - ایرج دانایی فرد - نصرالله عبداللهی - حسین کازرانی - محمد صادقی… قرار گرفت و تنها دو نام، علی پروین (کاپیتان تیم ملی و پرسپولیس) و حسن نظری (مدافع شایسته تیم ملی و کاپیتان باشگاه تاج) در رتبهٔ بالاتر از او قرار گرفتند. این موفقیت بزرگ و جهش خیره کننده تا ۲۱ سالگی، کارشناسان را متقاعد نمود که او، بهترین چهرهٔ میانه میدان تیم ملی و در یک جمله، آیندهٔ فوتبال ایران است. بر این پایه همگان، از جمله سرخابی‌های تهران، خواستار عقد قرارداد با او شدند اما قاسمپور بر پایه قرار داد، تا پایان جام ششم به باشگاهش شهباز متعهد بود و جدایی، تنها منوط به رضایت مسئولان باشگاه بود.
ابراهیم قاسمپور بهترین هافبک چپ ایران…
بجز کسب عنوان سومین فوتبالیست برتر ایران او یک عنوان دیگر را نیز در این نظرسنجی نشریه دنیای ورزش کسب می‌کند عنوان بهترین هافبک چپ ایران در میان تمام پانزده تیم حاضر در مسابقات جام تخت جمشید افتخار دیگری بود که ابراهیم قاسمپور به آن دست یافت…
رده‌بندی بهترین هافبک چپ فوتبال ایران در سال ۱۳۵۶
۱ - ابراهیم قاسمپور (شهباز) ۲۱۷/۵ امتیاز
۲ - عبدالرضا برزگری (صنعت نفت) ۱۹۹/۵ امتیاز
۳ - مسلم خانی (دارایی) ۱۹۰/۵ امتیاز
۴ - الیاس عبداللهی (برق شیراز) ۱۷۷ امتیاز
۵ - میخائیل پطروسیان (ملوان بندرانزلی) ۱۷۳/۵ امتیاز
در رده‌بندی میان هافبکهای ایران نیز پس از علی پروین در رتبه دوم قرار دارد که خود عنوانی ارزشمند است او که برای کسب این رتبه رقابتی تنگاتنگ با کاپیتان تیم ملی داشت تنها ۵ امتیاز کم می‌آورد (۲۲۲/۵–۲۱۷/۵) او همانند کاپیتان تیم ملی در ۲۹ دیدار از سی دیدار ممکن در ترکیب تیمش حاضر بود اما دو هفته ای که به ناچار در خط دفاعی (دفاع میانی) قرار گرفت، لطمه ای محسوس در این رقابت دوگانه به راندمان ابراهیم قاسمپور زد چه بسا اگر او همه دیدارهایش را در میانه میدان و در جای اصلی خود می‌گذراند. عنوان بهترین هافبک ایران را نیز به خود اختصاص می‌داد.
صدرنشینی شهباز در جام ششم با درخشش ابراهیم قاسمپور
سومین سال حضور شهباز در مسابقات دسته اول قهرمانی ایران (جام تخت جمشید) با تسلط و اقتدار بر جدول مسابقات همراه شد آنها از همان روزهای نخست مدعی جدی عنوان قهرمانی شدند و خیلی زود نیز بر صدر جدول نشستند. حضور یک مربی توانای هلندی (فرانس بالکوم) و جوانانی که آرام آرام جایگزین ستاره‌های پا به سن گذارده می‌شوند دلیل برتری سپید پوشان شهباز بود و در این میان، بی تردید ابراهیم قاسمپور جایگاهی ممتاز داشت…

### افتخارات به عنوان بازیکن
- قهرمان جوانان آسیا ۱۹۷۵
- نائب قهرمان تورنمنت  جام ایران ۱۹۷۵
- قهرمان مسابقات انتخابی المپیک مونترال ۱۹۷۵
- قهرمان جوانان آسیا ۱۹۷۶
- قهرمان جام ملت‌های آسیا ۱۹۷۶
- حضور در المپیک مونترال ۱۹۷۶
- حضور در تورنمنت بین‌المللی مادرید ۱۹۷۷
- قهرمان مسابقات انتخابی جام جهانی ۱۹۷۷
- سومین بازیکن برتر فوتبال ایران ۱۹۷۷
- صعود و حضور در جام جهانی ۱۹۷۸
- قهرمان باشگاه‌های آسیا ۱۹۸۸

## دوران مربی‌گری

### داماش گیلان
وی از هفته هفتم تا پایان نیم فصل لیگ برتر ۹۱–۹۰ سرمربی داماش رشت بود، در دوران سرمربی‌گری تیم داماش گیلان در نیم فصل پس از کسب رتبه هفتمی در لیگ برتر ۹۱–۹۰ و حذف تیم داماش گیلان از گردونه رقابتهای جام حذفی با شکست مقابل تیم شاهین بوشهر به علت مشکلات مالی و نامطلوب بودن نتیجهٔ استخاره از همراهی با تیم استعفا داد.

### شاهین بوشهر
قاسمپور در ۱۵ام بهمن ماه ۱۳۹۰ به عنوان سرمربی تیم شاهین بوشهر انتخاب شد. او پس یک هفته تمرین و هدایت شاهین در بازی با تیم شهرداری تبریز از روی سکوهای ورزشگاه به دلایل نامشخص از همکاری با تیم انصراف داد.

### مس کرمان
در ۲۵ بهمن ماه ۱۳۹۰ قاسمپور سرمربی مس کرمان شد.
در روز ۲۶ دی ماه ۱۳۹۱ از تیم مس کرمان به طرز عجیبی برکنار و لوکا بوناچیچ سرمربی سابق مس کرمان-سپاهان اصفهان-فولاد خوزستان جانشین او شد.